# Eudarcia turcica
Eudarcia turcica is een vlinder uit de familie van de Meessiidae. Deze soort is voor het eerst wetenschappelijk beschreven door Reinhard Gaedike in een publicatie uit 1997.
De soort komt voor in Turkije.